# Verlag Moritz Schäfer
Der Verlag Moritz Schäfer ist ein deutscher Verlag für das Mühlenwesen. Er wurde 1844 von Ernst Schäfer in Leipzig als Verlag Ernst Schäfer gegründet. Seit 1864 trägt der Verlag den Namen von Ernsts Bruder Moritz Schäfer.

## Geschichte
Ernst Schäfer baute sich im Jahr 1840 in Leipzig eine Verlagshandlung auf. Nach vier Jahren kaufte er am 12. April 1844 die Heinsius’sche Buchhandlung in Gera und erweiterte sein Geschäft damit. Dieses Datum wird als das Gründungsdatum des Verlags betrachtet.
1848, in den Revolutionsjahren in Deutschland ging Ernst Schäfer nach Philadelphia in den USA und fusionierte mit Rudolph Koradi (1824–1907) zu Schäfer & Koradi. Das neue Geschäft war eine Zweigstelle der Leipziger Buchhandlung, die Ernsts Bruder Moritz Schäfer übernahm. Der Name des Verlags lautete immer noch Ernst Schäfer, bis er 1864 in Moritz Schäfer umbenannt wurde.
1888 starb Moritz Schäfer, woraufhin seine Witwe Bertha Schäfer den Verlag weiterführen ließ.
Im Jahr 1903 wurden 8.200 Exemplare der Zeitschrift Die Mühle verlegt, wovon aber 5.700 kostenlos an Mitglieder des Verbands Deutscher Müller verteilt wurden. Im Jahr 1910 trennte sich der Verlag vom Verband Deutscher Müller, wonach sich bis 1913 die Mitgliederzahl des Verbandes auf 3.000 verringerte und der Moritz-Schäfer-Verlag über 10.000 verkaufte Exemplare der Mühlenzeitschrift verzeichnen konnte. Nach der Weltwirtschaftskrise stieg die Zahl an verkauften Exemplaren pro Woche auf ihren Höchstwert von 13.000 an.
Ein Luftangriff am 3. Dezember 1943 zerstörte den Verlagsbetrieb weitestgehend, bis er im Frühjahr 1945 vollständig zum Erliegen kam. Nach dem Zweiten Weltkrieg wurde der Verlag langsam wieder aufgebaut. 1951 siedelte der Verlagsinhaber Hans Kunis (* 1899; † 14. April 1976), der seit 1924 beim Verlag arbeitete, mit seiner Familie nach Detmold, wo sein Sohn Jochen Kunis mit Beteiligung der Druckerei Hermann Bösmann GmbH bereits die ersten westdeutschen Mühlezeitschriften produziert hatte. Hans Kunis war der Sohn von Kurt Kunis († 1928) und Enkelsohn von Karl Wilhelm Kunis († 1932), die von 1892 bzw. 1860 an beim Verlag arbeiteten. 1955 wurde auch die Firma nach Detmold verlegt. Kurt Klaus Kunis entstammte der nächsten Generation der Familie Kunis, arbeitete seit 1962 beim Verlag und wurde 1968 Hauptschriftleiter.
Der Müllermeister Reinald Pottebaum arbeitete seit 2006 beim Verlag und wurde zwischenzeitlich Geschäftsführer. Im November 2021 übernahm Rainer Miserre, ehemaliger Leiter der dfv Mediengruppe, die Geschäftsführung des Moritz-Schäfer-Verlags.

### Verlagsprogramm
Zunächst verlegte der Verlag Romane, Unterhaltungsliteratur, teilweise zweisprachige Klassikerausgaben und Unterrichtswerke, beispielsweise Atlanten. Nach zehn Jahren erschienenen vermehrt heraldische und numismatische Werke. In den 1860er Jahren spezialisierte sich der Verlag auf Fachliteratur in Büchern und Zeitschriften, zum Beispiel im Jahr 1863 die erste Mühlenzeitschrift. Sie war die erste aus diesem Gebiet, die sich langfristig etablieren konnte. Gleichzeitig wurden auch Fachzeitschriften für Geographie, Uhrmacher und Dachdecker herausgegeben, ab den 1880er Jahren auch für Elektrotechnik. Es zeigte sich, dass besonders die Mühlenzeitschrift Gewinne erbrachte, die den mangelnden Gewinn beispielsweise der Zeitschriften für Uhrmacher und Dachdecker ausglichen. In den Jahren um die Jahrhundertwende wurden viele tausend („Zigtausende“) Unterrichtswerke mit vielen Bänden verlegt. Exemplarische Titel lauteten: Die Schule des Maschinentechnikers, ... des Elektrotechnikers oder auch ...der Landwirtschaft oder die von Franz Stade herausgegebene Schule des Bautechnikers.